# Täckvävarspindlar
Täckvävarspindlar (Linyphiidae) är en stor familj av spindlar som innehåller över 4 300 beskrivna arter världen över. Mattvävarspindlar är ett annat namn som har använts om familjen, men det trivialnamnet används numera för underfamiljen Linyphiinae (som även kallats taknätspindlar) vilken ingår i familjen. Andra underfamiljer är Erigoninae (dvärgspindlar), Dubiaraneinae, Leptyphantinae, Micronetinae och Mynogleninae.

## Kännetecken
Täckvävarspindlar är mycket variabla i utseende och teckning, men de flesta arter är mycket små, med en kroppslängd på omkring 1,5 till 3 millimeter.

## Utbredning
Familjen är en av de största spindelfamiljerna och förekommer över stora delar av världen.

## Levnadssätt
Täckvävarspindlar spinner karakteristiskt horisontella, närmast mattliknande eller baldakinliknande nät i gräset på ängar, eller i ört- och buskskiktet i skogar. Ovanför detta tätare vävda skikt finns en glesare konstruktion av trådar. När en insekt flyger emot dessa faller den ner i nätet och spindeln, som oftast väntar under eller i utkanten av nätet, rusar då fram för att fånga den.
De unga spindlarna kan förflytta sig långa sträckor genom att spinna så kallade flygtrådar. Denna består av en enda mycket lång silkestråd och det behövs bara lite vind för att spindeln skall bäras upp i luften. På så sätt kan de unga spindlarna sprida sig till nya platser. Detta kallas för ballongflykt. Ibland kan även fullvuxna spindlar förflytta sig på detta sätt, särskilt hanar som söker efter honor.

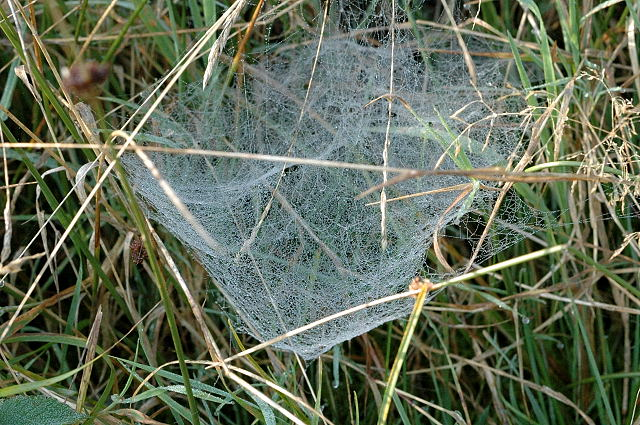
Nät av Linyphia hortensis.
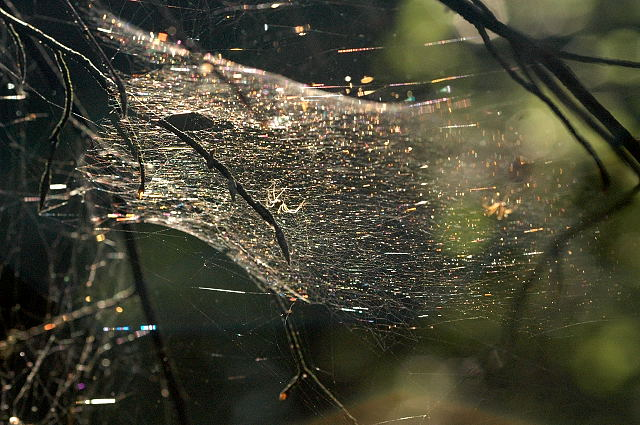
Nät av Neriene emphana.